# Georg Brandes

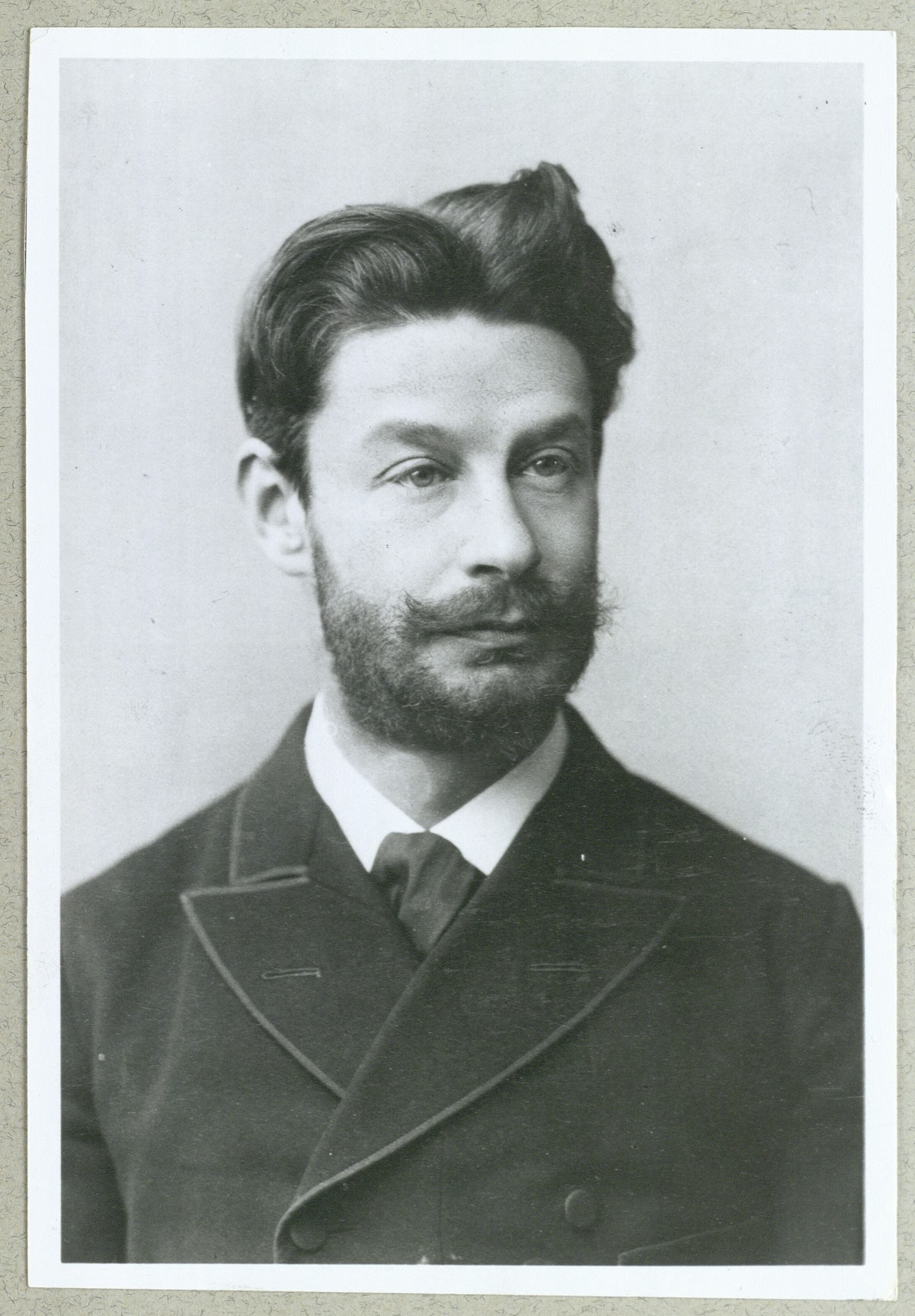
Georg Brandes (Fotografie 1886)

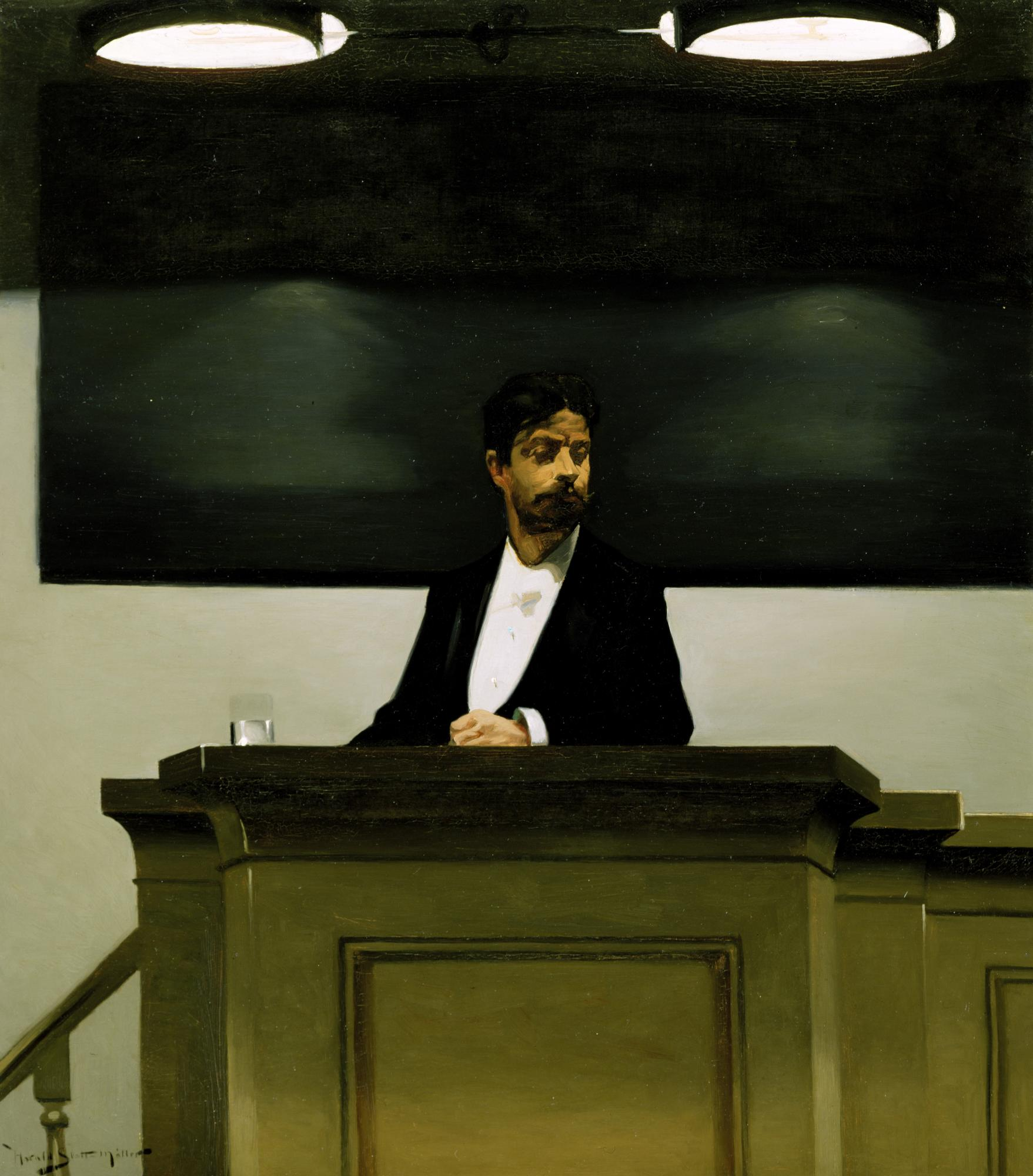
Georg Brandes an der Universität Kopenhagen (Gemälde aus dem Jahr 1889 von Harald Slott-Møller)

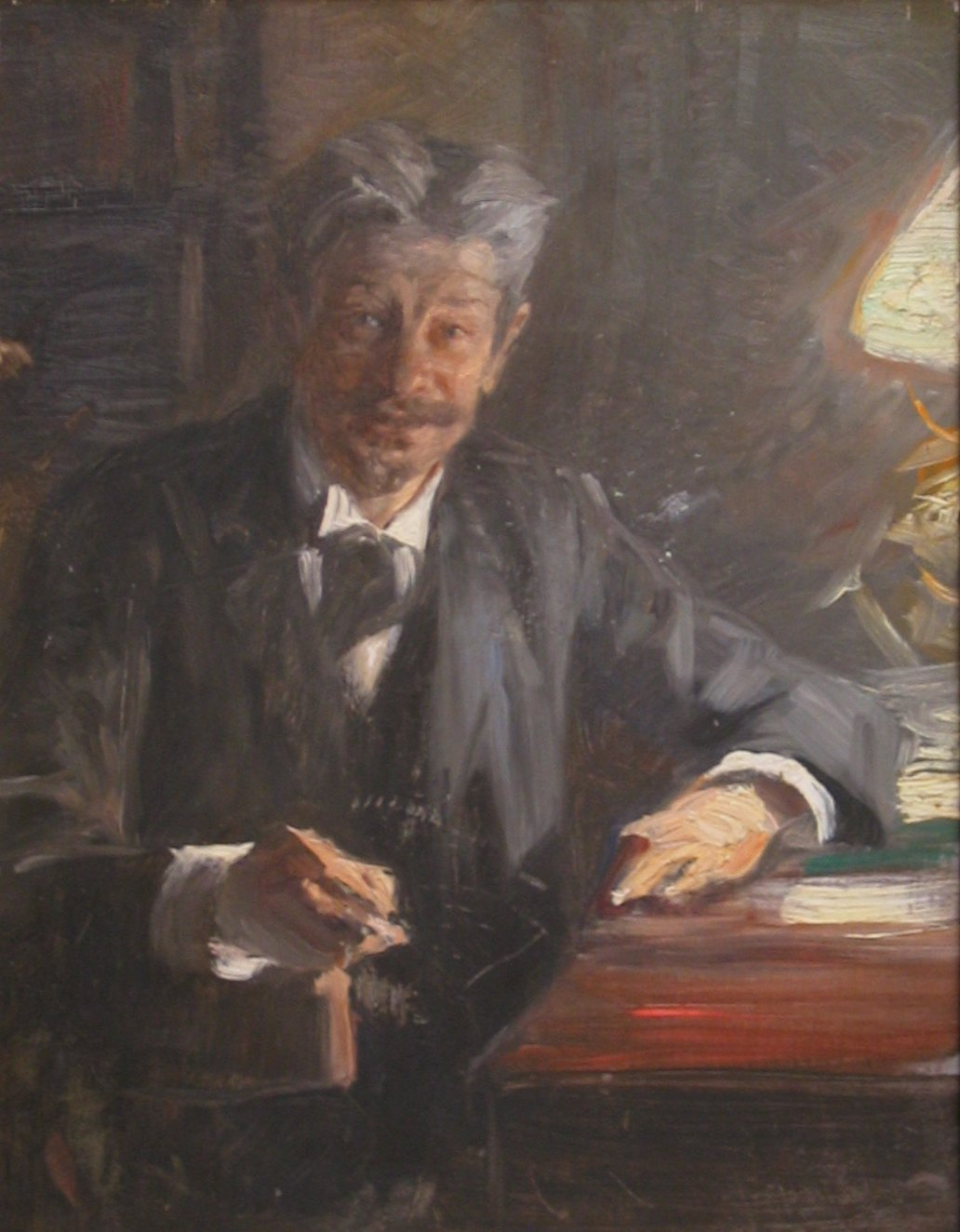
Georg Brandes (Gemälde aus dem Jahr 1900 von Peder Severin Krøyer)

Georg Morris Cohen Brandes (* 4. Februar 1842 in Kopenhagen; † 19. Februar 1927 ebenda) war ein dänischer Literaturkritiker, Philosoph und Schriftsteller. Er gewann als Vermittler skandinavischer Literatur im Ausland und europäischer Tendenzen in Skandinavien große Bedeutung. Brandes trug maßgeblich dazu bei, die skandinavische Literatur zum „Aufbruch in die Moderne“ (dänisch Det moderne Gennembrud) zu bewegen, indem er Autoren des Realismus und Naturalismus förderte. Mit seinem Bruder, dem Politiker und Schriftsteller Edvard Brandes, der ihn sein ganzes Leben lang unterstützte, gründete er die Zeitung Politiken.

## Leben
Georg Brandes wurde in Kopenhagen in einer bürgerlichen assimilierten jüdischen Familie, als älterer Bruder von Ernst Brandes (1844–1892), einem Schriftsteller und Journalisten, und Edvard Brandes geboren. Er studierte Rechtswissenschaften und Philosophie an der Universität Kopenhagen und schloss sein Studium mit einer Dissertation über französische Philosophen ab. Brandes bereiste halb Europa, lebte zwischen 1877 und 1882 in Berlin und wurde 1902 zum Professor für Philosophie an die Universität Kopenhagen berufen. Brandes hatte zwei Töchter, Edith (1879–1968, verh. Philipp) und Astrid (1880–1890).
Seinen Reden und Publikationen im deutschsprachigen Raum war das erwachende Interesse für die nordische Literatur zu verdanken. In Dänemark machte er unter anderem die polnische und russische Literatur bekannt.
Er schrieb geistreiche Essays und Biografien z. B. über Johann Wolfgang von Goethe, Michelangelo, William Shakespeare oder Voltaire. Unter Berufung auf William Shakespeare forderte Brandes eine realistische Darstellung der Charaktere in der Literatur. Sein Werk zeigt aber auch Einflüsse von Hippolyte Taine, Charles-Augustin Sainte-Beuve, Auguste Comte und John Stuart Mill.
Früh hob er als engagierter Vorkämpfer für emanzipatorische Ideen Søren Kierkegaard hervor; seine Kierkegaard-Biografie von 1877 erschien 1879 auch auf Deutsch. Schon 1888 hielt Brandes Vorlesungen über Friedrich Nietzsche, mit dem er in Briefkontakt stand, und machte dessen Philosophie in Dänemark bekannt. Nietzsche, dessen Werke in der Folge einen unvergleichlichen Siegeszug antreten sollten, reagierte auf die lange ersehnte Resonanz – und auch auf Brandes’ Beschreibung seines Denkens als aristokratischen Radikalismus – enthusiastisch. Brandes entwickelte sich unter Nietzsches Einfluss vom Volksdemokraten zu einem elitären Denker. 1897 wurde Brandes in die American Academy of Arts and Sciences gewählt.
Noch heute gilt Brandes in Skandinavien als Urheber einer antiklerikalen Geisteshaltung.
Der junge Thomas Mann erwähnte Brandes in dem Aufsatz „Aus dem Geistes- und Kulturleben unserer Zeit“, der in der Zeitung seines Bruders Heinrich Mann, Das zwanzigste Jahrhundert, 1895/96 veröffentlicht wurde. Darin nannte er Brandes einen „privat ganz uninteressanten freisinnigen Juden“; diese Formulierung bediente die klischeehafte Vorstellung einer Allianz von Judentum und Freisinn. Gleichzeitig bescheinigte Thomas Mann ihm echte Künstlerschaft in seinem Wirken als Kritiker.

## Georg-Brandes-Preis
Seit 1969 verleiht die dänische Literaturkritikervereinigung Litteraturkritikernes Lav jährlich den Georg-Brandes-Preis für ein Werk auf dem Gebiet der Literaturkritik oder der Literaturforschung.

## Werke
Einzelausgaben
- Aus dem Reiche des Absolutismus. Leipzig 1896 (Digitalisat aus dem Bestand des Leibniz-Instituts für Ost- und Südosteuropaforschung).
- Hauptströmungen der Literatur des neunzehnten Jahrhunderts . Sechs Teile in drei Bänden, Franz Duncker Berlin 1872. Weitere Auflagen u. a. dritte Auflage Erich Reiss, Berlin 1924.[3]
- Die Jesus-Sage. Berlin, Erich Reiss-Verlag (1925).
- Nietzsche. Eine Abhandlung über aristokratischen Radicalismus. Berenberg Verlag, Berlin 2004, ISBN 3-937834-03-6.
- Der Wahrheitshass. Über Deutschland und Europa 1880-1925. Berenberg Verlag, Berlin 2007, ISBN 978-3-937834-19-1.
- Henrik Ibsen, Die Literatur. Sammlung illustrierter Einzeldarstellungen. Band 32. Marquardt (ca. 1900).
- Anatole France, Die Literatur. Sammlung illustrierter Einzeldarstellungen. Band 20. Marquardt (ca. 1900).
- Voltaire. 6. Auflage. Erich Reiss Verlag, Berlin 1922 (2 Bde. in 1 Bd.; übersetzt von Emilie Stein und Ernst R. Eckkert).
- Cajus Julius Caesar. Berlin: Erich Reiss 1925. (2 Bände)

Werkausgabe
- Samlede Skrifter. Gyldendal Verlag, Kopenhagen 1899/1910 (18 Bde.).

Briefausgabe
- Briefwechsel mit Arthur Schnitzler. In: Arthur Schnitzler – Briefwechsel mit Autorinnen und Autoren. Hg. von Martin Anton Müller, Gerd-Hermann Susen und Laura Untner, online
  - Ersetzt: Georg Brandes und Arthur Schnitzler. Ein Briefwechsel. Hrsg. v. Kurt Bergel. Bern: Francke 1956. online